# Cambligneul
Cambligneul település Franciaországban, Pas-de-Calais megyében. Lakosainak száma 347 fő (2022. január 1.). Cambligneul Estrée-Cauchy, Agnières, Villers-Châtel, Camblain-l’Abbé és Caucourt községekkel határos.

## Népesség
A település népességének változása:
| Lakosok száma | 331  | 341  | 349  | 337  | 335  | 342  | 338  | 341  | 347  |
|               | 2013 | 2015 | 2016 | 2017 | 2018 | 2019 | 2020 | 2021 | 2022 |